# Schönberg (Bad Brambach)
Schönberg (také Schönberg am Kapellenberg) je vesnice, místní část obce Bad Brambach v německé spolkové zemi Sasko. Nachází se v zemském okrese Fojtsko a má 201 obyvatel.

## Historie
První písemná zmínka o vesnici pochází z roku 1243. Díky své poloze, mezi velkým počtem lázeňských měst (Bad Brambach a Bad Elster na německé straně a Františkovy Lázně, Mariánské Lázně a Karlovy Vary na české straně), byl Schönberg častým turistickým lákadlem. V roce 1822 navštívil Schönberg a zde působícího evangelického kněze a přírodovědce dr. Antona Martia i Johann Wolfgang von Goethe, slavný literát s přírodovědnými zájmy.
Dominantou obce jsou 500 let starý zámek Schönberg a evangelicko-luterský kostel Panny Marie. U obce se též nachází ruiny gotické kaple svaté Uršuly, vystavěné rytířským řádem z Chebu okolo roku 1300. Nad městem, na vrcholu Kappelenberg stojí velká dřevěná rozhledna (759 m).

## Geografie
Nachází se pod vrchem Kappellenberg, těsně u hranic s Českou republikou. Vesnice je známá díky hraničnímu přechodu Vojtanov-Schönberg, který je často využíván oběma stranami, také často pro kamionovou dopravu. V roce 1999 zde byla vystavěna velká, moderní celnice.

## Galerie

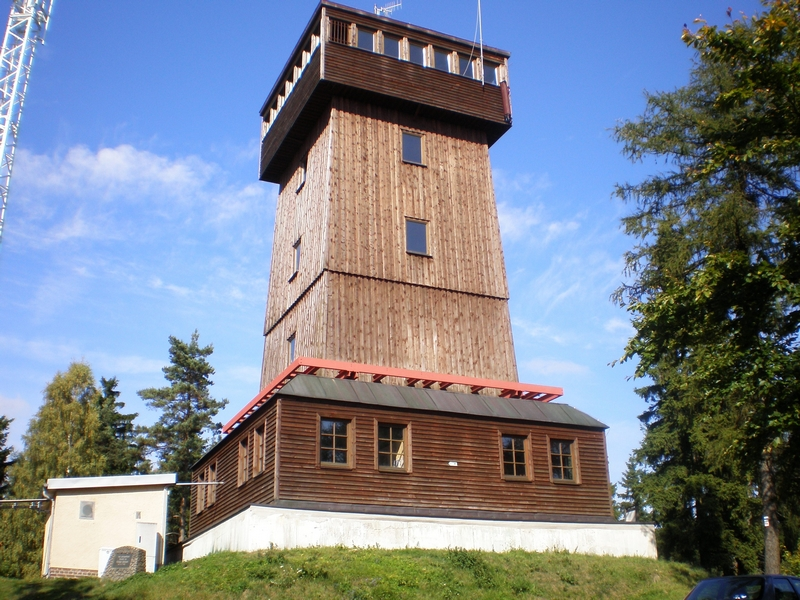
Rozhledna na vrcholu Kappelenbergu
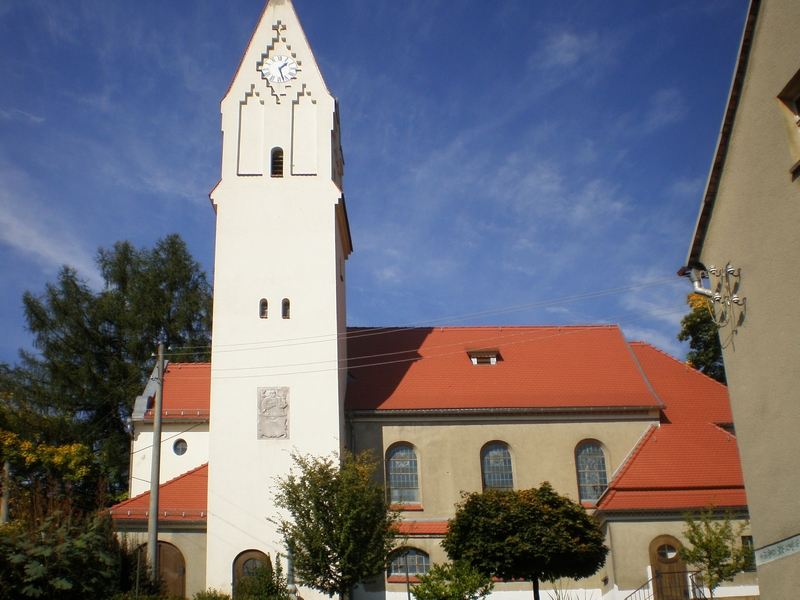
Kostel Panny Marie